# Buhler
Buhler és una població dels Estats Units a l'estat de Kansas. Segons el cens del 2000 tenia 1.358 habitants.

## Demografia
Segons el cens del 2000, Buhler tenia 1.358 habitants, 478 habitatges, i 371 famílies. La densitat de població era de 888,7 habitants per km².
Dels 478 habitatges en un 38,7% hi vivien nens de menys de 18 anys, en un 70,3% hi vivien parelles casades, en un 5,9% dones solteres, i en un 22,2% no eren unitats familiars. En el 20,7% dels habitatges hi vivien persones soles el 9,8% de les quals corresponia a persones de 65 anys o més que vivien soles. El nombre mitjà de persones vivint en cada habitatge era de 2,69 i el nombre mitjà de persones que vivien en cada família era de 3,11.
Per edats la població es repartia de la següent manera: un 28,6% tenia menys de 18 anys, un 6,3% entre 18 i 24, un 25,6% entre 25 i 44, un 18,8% de 45 a 60 i un 20,8% 65 anys o més.
L'edat mediana era de 38 anys. Per cada 100 dones de 18 o més anys hi havia 85,5 homes.
La renda mediana per habitatge era de 44.107 $ i la renda mediana per família de 50.598 $. Els homes tenien una renda mediana de 31.976 $ mentre que les dones 20.592 $. La renda per capita de la població era de 18.278 $. Entorn de l'1,1% de les famílies i l'1,4% de la població estaven per davall del llindar de pobresa.

## Poblacions més properes
El següent diagrama mostra les poblacions més properes.